# Seznam epizod Dosjejev X
Seznam epizod Dosjejev X.

## Prva sezona (1993-1994)
- 1X79 Pilot (Pilot kot prvi del serije)
- 1X01 Deep Throat (Globoko grlo)
- 1X02 Squeeze (Preriniti)
- 1X03 Conduit (Vod)
- 1X04 The Jersey Devil (Hudič iz Jerseyja)
- 1X05 Shadows (Sence)
- 1X06 Ghost in the Machine (Duhovi v stroju)
- 1X07 Ice (Led)
- 1X08 Space (Vesolje)
- 1X09 Fallen Angel (Padli angel)
- 1X10 Eve (Eva)
- 1X11 Fire (Ogenj)
- 1X12 Beyond the Sea (Onstran morja)
- 1X13 Genderbender (Menjalec spola)
- 1X14 Lazarus (Lazar)
- 1X15 Young at Heart (Mlad po srcu)
- 1X16 E.B.E. (Nezemeljski biološki organizem)
- 1X17 Miracle Man (Čudodelec)
- 1X18 Shapes (Oblike)
- 1X19 Darkness Falls (Padec teme)
- 1X20 Tooms (Tooms)
- 1X21 Born Again (Prerojen)
- 1X22 Roland (Roland)
- 1X23 The Erlenmeyer Flask (Erlenmajerica)

## Druga sezona (1994-1995)
- 2X01 Little Green Men (Mali zeleni možje)
- 2X02 The Host (Gostitelj)
- 2X03 Blood (Kri)
- 2X04 Sleepless (Nespečen)
- 2X05 Duane Barry (Duane Barry)
- 2X06 Ascension (Vzpon)
- 2X07 3 (3)
- 2X08 One Breath (En dih)
- 2X09 Firewalker (Ognjehodec)
- 2X10 Red Museum (Rdeči muzej)
- 2X11 Excelsis Dei (Excelsis Dei)
- 2X12 Aubrey (Aubrey)
- 2X13 Irresistible (Neustavljiv)
- 2X14 Die Hand Die Verletzt (nemško za Roka, ki rani)
- 2X15 Fresh Bones (Sveže kosti)
- 2X16 Colony (Kolonija)
- 2X17 End Game (Konec igre)
- 2X18 Fearful Symmetry (Strašno sorazmerje)
- 2X19 Død Kalm (Død Kalm)
- 2X20 Humbug (Sleparstvo)
- 2X21 The Calusari (Calusari)
- 2X22 F. Emasculata (F. Emasculata)
- 2X23 Soft Light (Blaga svetloba)
- 2X24 Our Town (Naše mesto)
- 2X25 Anasazi (Anasazi)